# Wapen van Hoorn (Noord-Holland)

Wapen van de stad en gemeente Hoorn

Het wapen van Hoorn is een stadswapen dat al sinds de middeleeuwen bestaat, al zijn er in de loop der tijden wel wijzigingen in aangebracht. Toen de gemeente in 1979 fuseerde met de dorpen Zwaag en Westerblokker is besloten om het oude wapen van de stad ongewijzigd als wapen van de nieuwe gemeente te handhaven.

## Ontstaan
Het eigenlijke wapen, het schild, toont een (muziek)hoorn aan een strik. Volgens een volksverhaal is het de hoorn van een stier die uit Monnickendam was weggevlucht en de hoorn verloor bij het inbeuken van een stadspoort in Hoorn. Bij het zien van de hoorn besloot de schout dat die in het wapen van de stad, die nog geen wapen had, moest komen. De hoorn maakt het wapen tot een sprekend wapen. Zie voor meer over dit volksverhaal het artikel Wapenstier. 

## Ontwikkeling
De hoorn zelf heeft altijd op het wapen gestaan, maar in de loop der tijd zijn er verschillende schildhouders geweest, in de 15e eeuw zijn zowel Maria, met kindeke Jezus, als Johannes de Doper (schutspatroon van de stad) drager geweest bij verschillende officiële stukken. Normale stukken hadden Maria op een gotische troon met daaronder het stadswapen. De geheimzegel van de stad toonde Johannes de Doper met het wapen aan zijn voeten.
In 1486 zegelde Jan Ellertsz zijn aktes met zijn familiewapen dat gehouden wordt door een eenhoorn, zittend achter het schild. Ook zijn gelijknamige zoon zegelde met dit familiewapen. Mogelijk hebben deze vooraanstaande heren het latere stadswapen beïnvloed. Zeker is dat in 1538 het stadswapen voor het eerst met twee eenhoorns, in plaats van Maria, afgebeeld werd. Dit wapen werd eveneens in een gevelsteen van de Oosterpoort geplaatst. Het was eigenlijk gebaseerd op het wapen van Jan van Egmond, bisschop van Utrecht, Sierksma meldt dat het om Joris van Egmond zou gaan. Deze bisschop had twee witte eenhoorns als schildhouders. Naar aanleiding van de reformatie werd Maria ook in de stadszegels vervangen door een – ditmaal enkele - eenhoorn. Vanwege de christelijke symboliek werd dit als een toepasselijke vervanging gezien. In de eeuwen erna werd de eenhoorn op verschillende plaatsen als symbool gebruikt; zo werd bij de bouw van de nieuwe Waag een beeld van de eenhoorn aan een van de gevels geplaatst, staat hij prominent in het timpaan van het Sint-Pietershof en stond de eenhoorn ook de nieuwe Oosterpoort. Ook het titelblad van de Kroniek van Hoorn, geschreven door Velius, toont de eenhoorn met het wapen van de stad.
Tijdens de Franse overheersing werd het wapen veranderd naar Frans model. Er kwam een adelaar op te staan. Met de komst van de Bataafse Republiek werd het wapen van voor de Franse overheersing hersteld. Om het officieel te maken werd het ook aangevraagd bij de Hoge Raad van Adel. Het wapen is bevestigd op 20 februari 1816.

## Blazoen
De beschrijving van het wapen van Hoorn luidt als volgt:
"Van zilver, beladen met een hoorn van keel (rood), geringd met goud, geband met lazuur (blauw), met gouden kwasten, het schild van achteren vastgehouden door een zittende Eenhoorn van keel (rood), gehoornd, gemaand, gebaard, gevlokt en gestaart van goud."

## De Hoornse eenhoorn elders

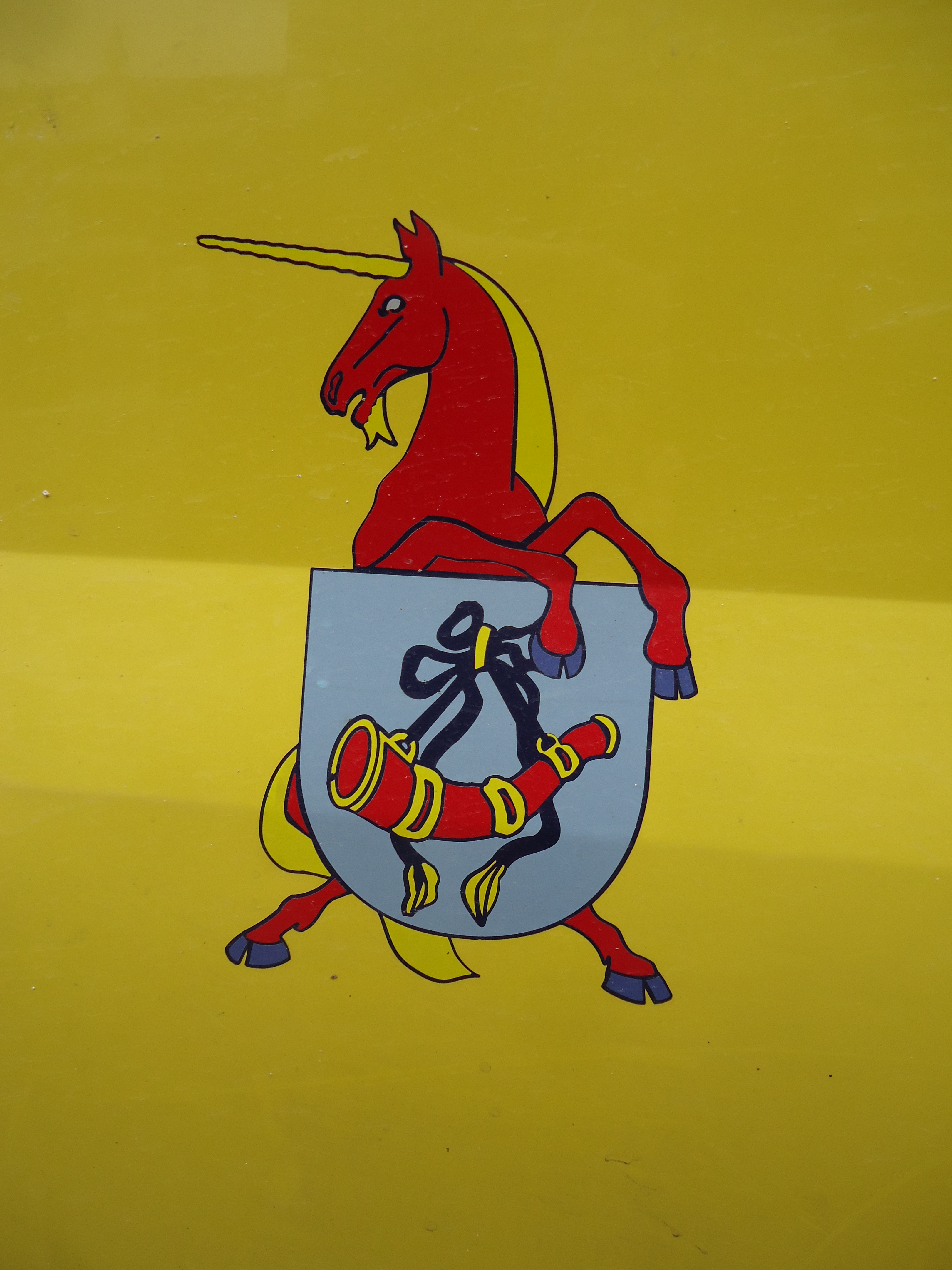
Wapen van de gemeente Hoorn op een gemeentevoertuig

De eenhoorn met schild en hoorn komt men niet alleen tegen in de stad of huidige gemeente Hoorn. In de regio West-Friesland staan een aantal banpalen met daarop deze eenhoorn. De hoorn wijst dan naar de stad Hoorn toe. Een van deze banpalen, in het dorp Schardam, stamt uit 1761. Zie de foto hieronder.
Een aantal kerken in Noord-Holland kent gebrandschilderde glazen die door de stad Hoorn zijn geschonken. Hier staat dan ook dikwijls de eenhoorn op afgebeeld. In het Hoornse glas in de Grote Kerk van Edam staat de eenhoorn zonder sik afgebeeld en is het dier niet gekleurd. Het glas in de Hervormde Kerk van Schermerhorn staat de eenhoorn niet afgebeeld, maar alleen het schild.
In 2007 werden er grote eenhoorns beschilderd door verschillende kunstenaars om "650 jaar stadsrechten" te vieren. Deze eenhoorns werden later geveild.

## Trivia
- Het enige andere Nederlandse wapen met een eenhoorn dat nog tot 1 januari 2018 in gebruik was, is dat van Menaldumadeel. In het wapen van Menaldumadeel ligt de eenhoorn op het schild zelf en fungeert hij dus niet als schildhouder
- Ook De Mijl voerde een wapen met een - steigerende zwarte - eenhoorn erop
- Van de NS-locomotieven van de 1300-serie heeft locomotief 1314 het wapen van Hoorn op de zijkanten staan
- Het volksverhaal over de Wapenstier, kan ook gebruikt worden voor de wapens van: Monnickendam, Edam, Middelie en Oosthuizen.

## Versies en andere gemeentewapens

Wapen met fantasieschild, zoals te zien op de Waag
Heraldisch correct wapen, een ongevleugelde schildhouder hoort namelijk op een ondergrond te staan.
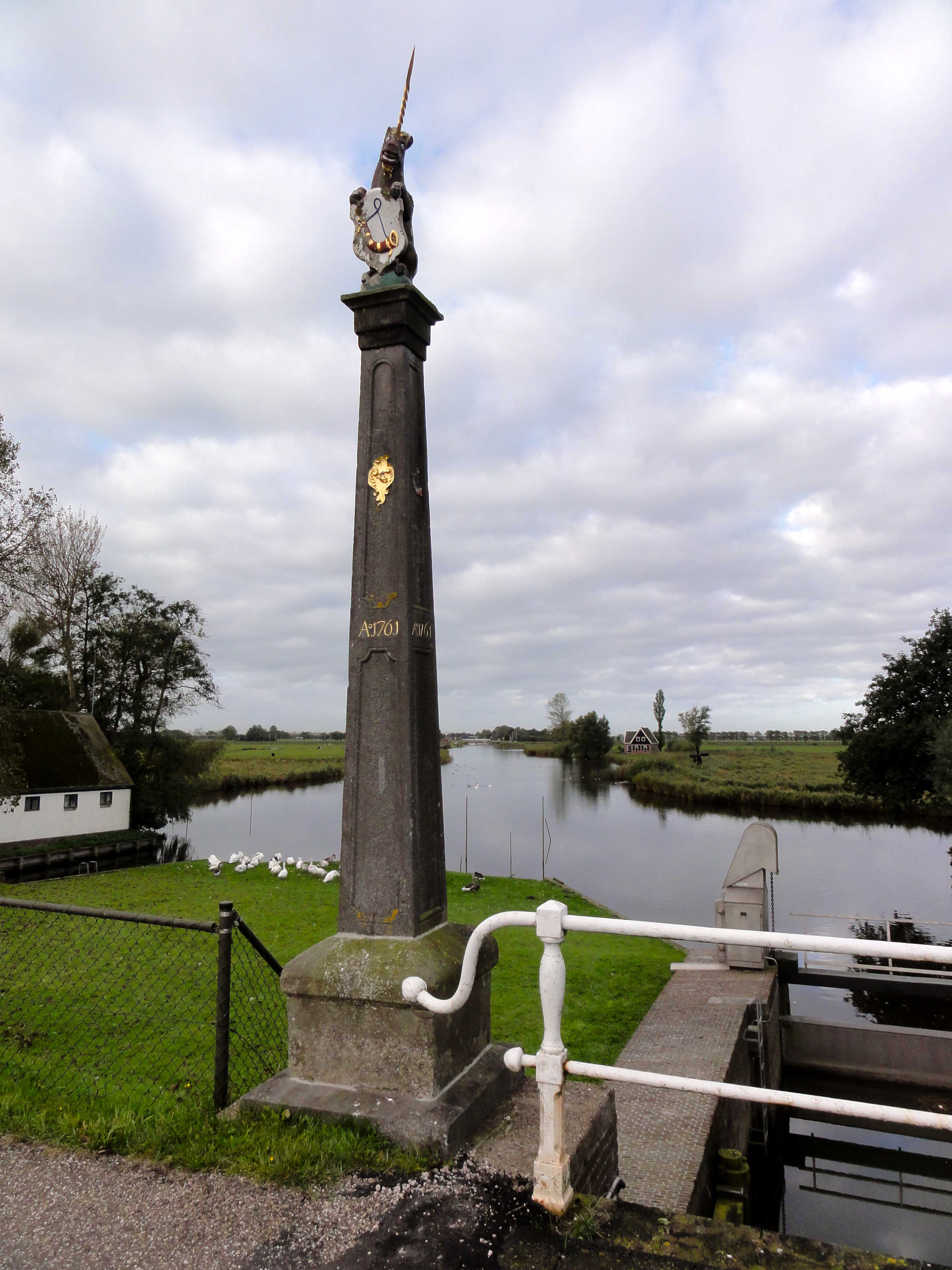
Banpaal in Schardam
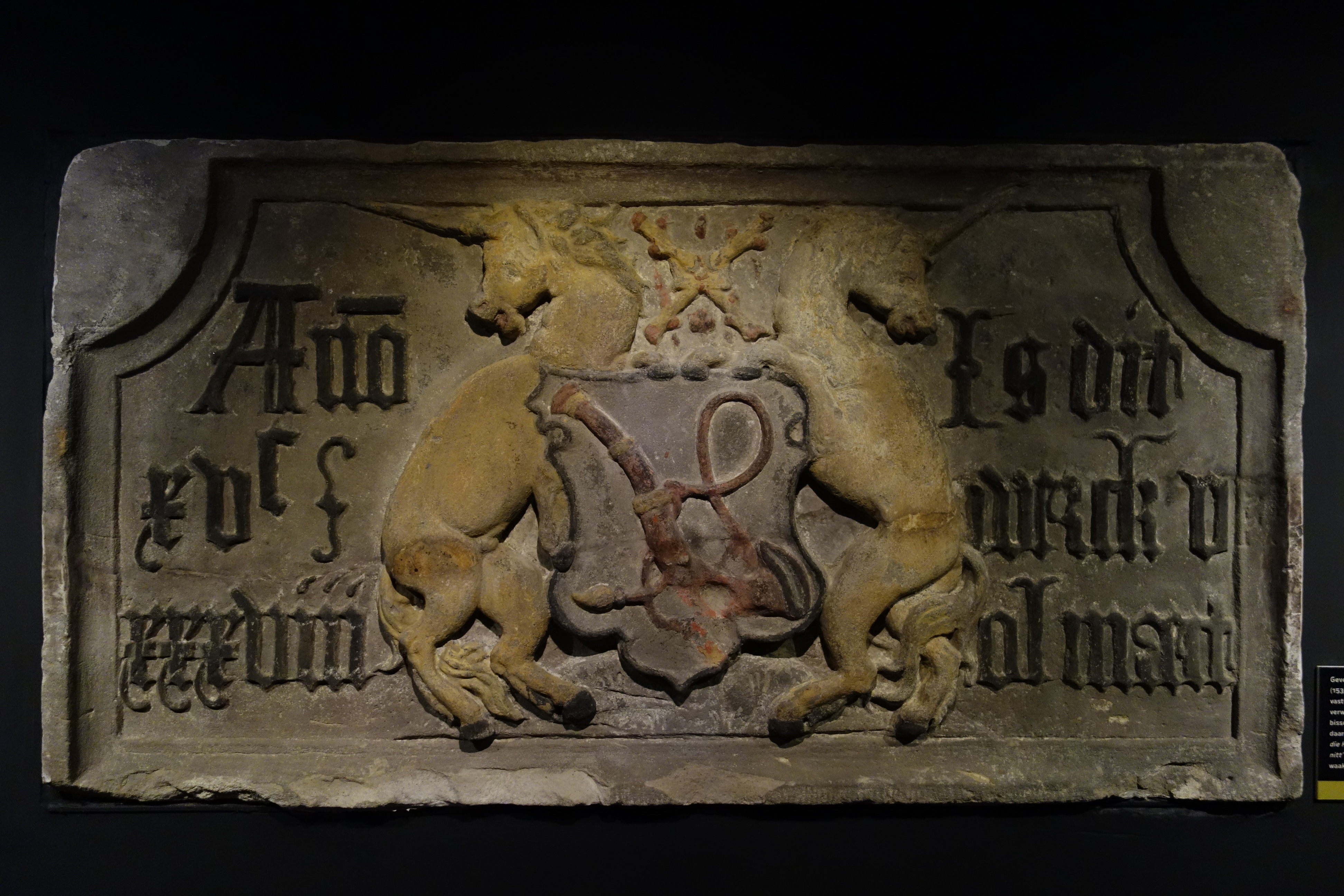
Gevelsteen van de Oude Oosterpoort met twee eenhoorns. Mogelijk zijn zij wit geweest, ook al tonen zij resten van rode kleurstof.
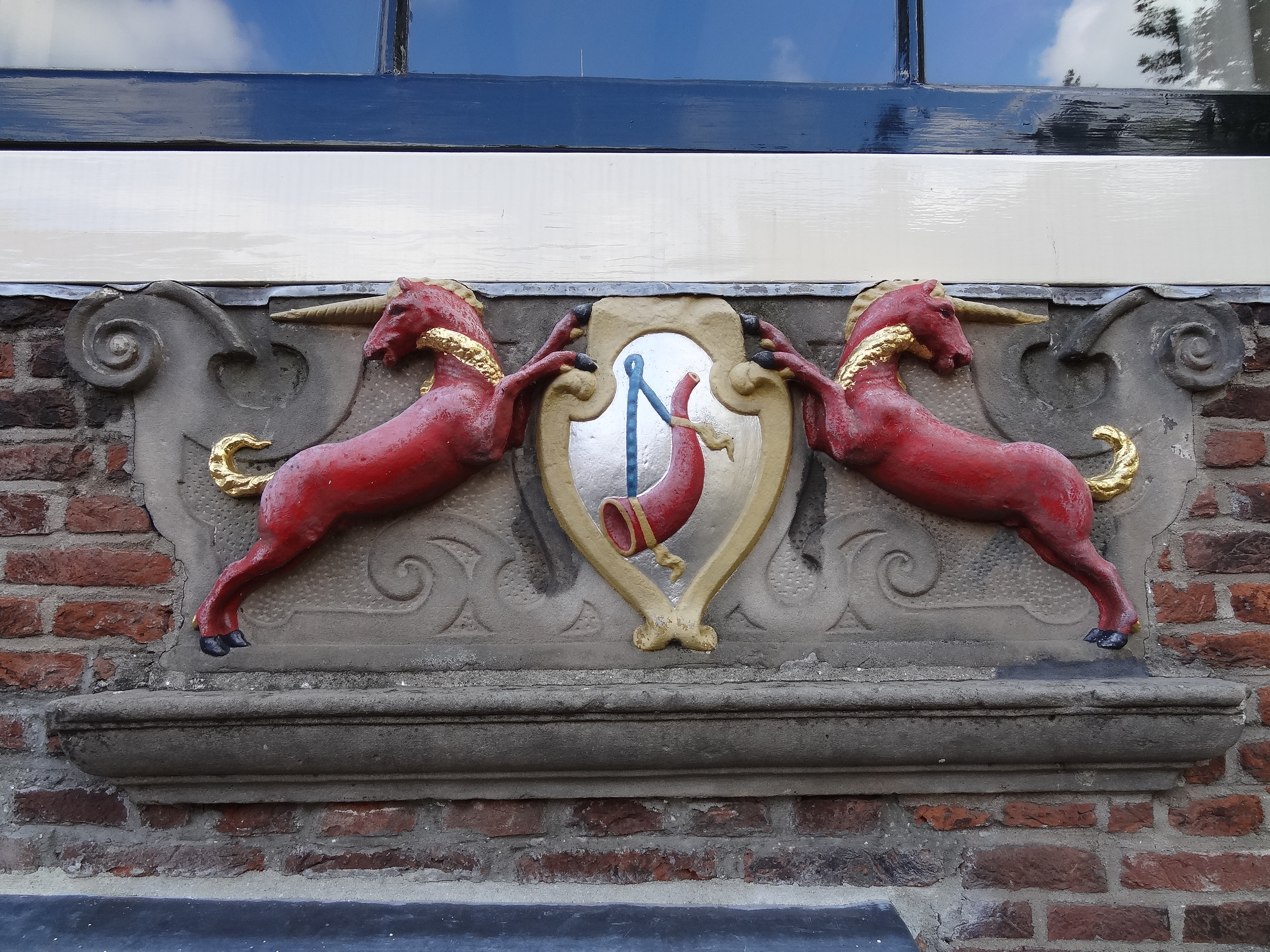
Gevelsteen in de Doelen, eveneens met twee eenhoorns. Zeer waarschijnlijk afkomstig van de voorganger van dit gebouw.
Het wapen van De Mijl
Het wapen van Menaldumadeel
Het wapen van het Dijkgraafschap Drechterland
Het wapen van Nieuwenhoorn
Het wapen van Oudenhoorn
Het wapen van Uithoorn